# Sibylle Winther

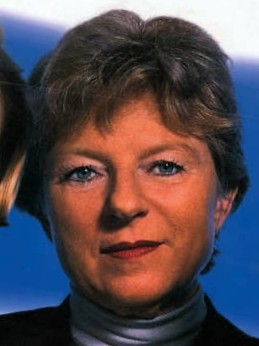
Sibylle Winther (1995)

Sibylle Winther (* 2. Januar 1945 in Münsing in Oberbayern) ist eine bremische Politikerin (CDU) und war Mitglied der Bremischen Bürgerschaft und Staatsrätin in Bremen.

## Biografie
Winther ist die Tochter der Fernsehjournalistin Fides Krause-Brewer und des Ministerialrats Gerd Krause-Brewer.

### Ausbildung und Beruf
Winther besuchte ein Gymnasium in Bonn und anschließend von 1963 bis 1965 die Schule für Rundfunktechnik, die sie als Tontechnikerin abschloss. Danach besuchte sie ein Gymnasium in Bad Neuenahr, wo sie 1966 die Abiturprüfung ablegte. Von 1966 bis 1972 studierte sie Rechtswissenschaften an den Universitäten Bonn und Freiburg. Von 1972 bis 1975 war sie Referendarin beim Hanseatischen Oberlandesgericht in Bremen. Nach dem Zweiten Staatsexamen ließ sie sich 1975 als Rechtsanwältin nieder. Von 1985 bis 1995 war sie in der Technischen Abteilung von Radio Bremen tätig.

### Politik

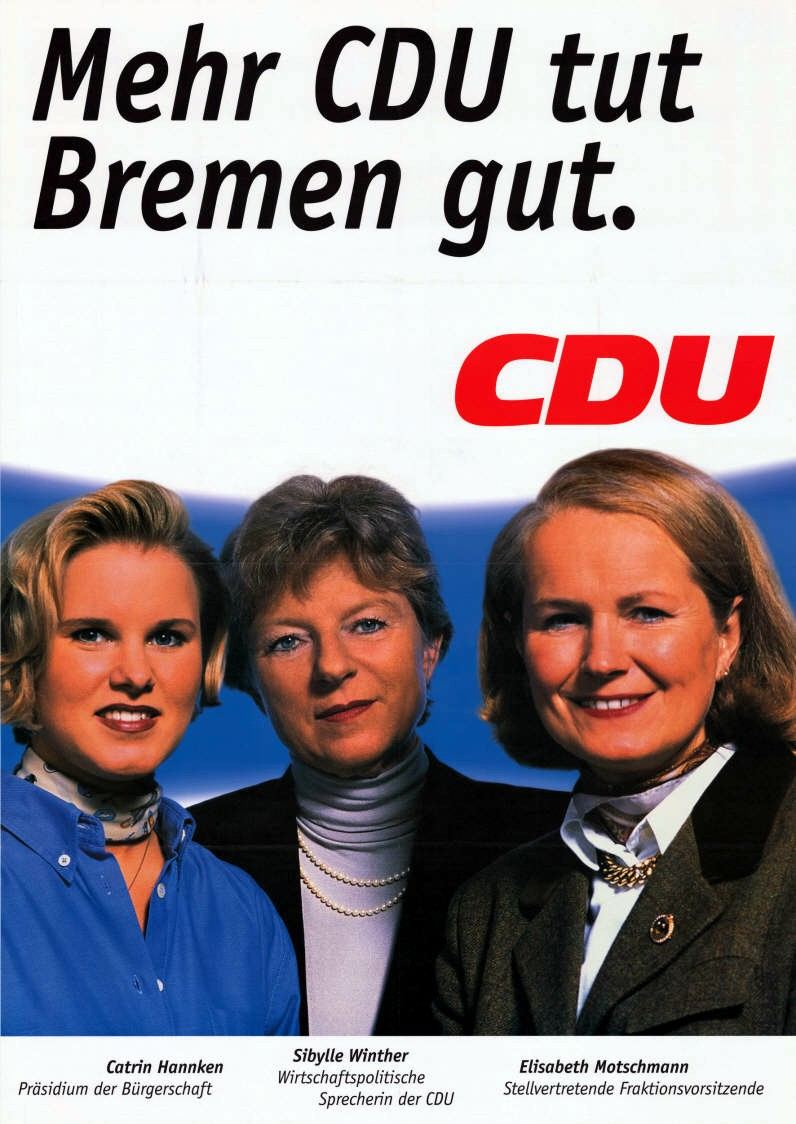
Kandidatenplakat zur Bürgerschaftswahlen in Bremen 1995 (v.l. Catrin Hannken, Sibylle Winther, Elisabeth Motschmann)

Winther war von 1991 bis 1999 Landesgeschäftsführerin des Wirtschaftsrats der CDU.
Sie war erstmals von 1995 bis 1999 Abgeordnete in der Bremischen Bürgerschaft. Von 1999 bis 2003 war sie als Nachfolgerin von Frank Haller Staatsrätin beim Senator für Wirtschaft und Häfen, Josef Hattig (CDU).
Von 2003 bis 2009 war sie erneut Mitglied der Bürgerschaft. Sie wurde Fraktionssprecherin für Justiz und Verbraucherschutz.
Sie war vertreten in den Bürgerschaftsausschüssen für Angelegenheiten der Häfen, für Bürgerbeteiligung und Beiratsangelegenheiten, Erleichterung der Volksgesetzgebung und Weiterentwicklung des Wahlrechtes, im Rechtsausschuss, im Richterwahlausschuss, im Sondervermögensausschuss Infrastruktur, im Haushalts- und Finanzausschuss, im Rechnungsprüfungsausschuss und im Wahlprüfungsgericht sowie in der staatlichen Deputation für Wirtschaft und Häfen.

### Sonstige Ämter
Winther ist Mitglied des Aufsichtsrates der GFL Gesellschaft für Landesentwicklung.
Bis Juli 2009 war sie zudem Mitglied des Aufsichtsrates der Planungs- und Ingenieurgesellschaft Grontmij (heute SWECO).

### Privatleben
Sibylle Winther ist geschieden und Mutter von drei Kindern.